# 크레타만

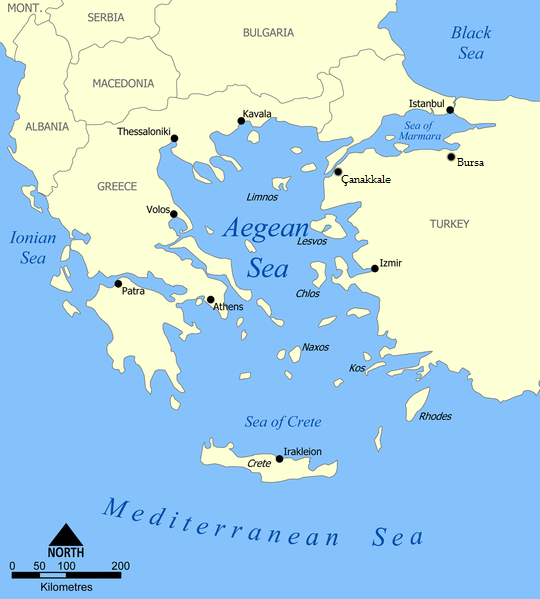
크레타해의 지도

크레타만(그리스어: Κρητικό Πέλαγος, '크리티코 펠라고스') 또는 크레타해는 에게해의 남부, 크레타섬의 북부, 키클라데스 제도의 남부에 위치한 바다이다. 이 바다는 키티라섬부터 도데카네스 제도의 동부에 위치한 카르파토스섬과 카소스섬까지 걸쳐져 있다. 서쪽 경계로는 지중해의 한 부분인 이오니아해와 맏닿아 있다. 피레아스에서 출항하는 페리는 이 바다와 에게해를 지나며 도데카네스 제도 사이를 다닌다.

## 항구 및 도시들
- 키사모스, 남서부
- 하니아, 남서부
- 수다, 남남서부
- 레팀노, 남부
- 헤라클리오, 남부
- 아기오스 니콜라오스, 남동부
- 시티아, 남동부
- 카소스, 남동부
- 아나피, 북동부
- 티라, 북부

## 만
- 하니아만, 남부
- 수다만, 남동부
- 알미로스만, 남부
- 미라벨로만, 남동부